# Шреа (парк)
Национален парк Шреа е един от най-малките национални паркове в Алжир.
Разположен е в провинция Блида. Името му идва от близкоразположения град Шреа. Паркът е разположен в планински район, познат като Блидийски Атлас (част от Тел Атлас).
Тук се намира една от малкото ски станции в Африка, където карането на ски върху естествен сняг е възможно. На територията на парка живеят малки популации на застрашения берберски макак.